# Владислав Шак
Владислав Шак (на чешки: Vladislav Šak) е чешки математик, поет, писател, публицист, преводач и учител в България.

## Биография
Роден е на 18 юни 1860 г. в село Налжови, Австро-Унгария. През 1878 г. завършва гимназия в Писек. След това учи в Пражката политехника, където се дипломира през 1881 г. По време на следването си се запознава с Васил Атанасов и Александър Теодоров-Балан, тогава студенти в Прага, помага в превеждането на чешки на стихотворения, участва в настоятелството на създаденото през 1880 г. българско академично дружество „Българска седянка“.
По покана на Васил Атанасов – директор на гимназията в Сливен, Шак пристига в България и преподава физика и математика в града от 1882 до 1886 г. В периода 1886 – 1907 г. е учител в Първа софийска мъжка гимназия, а от 1 октомври 1891 до 31 май 1894 г. е извънреден преподавател по математика в Софийския университет. Там чете лекции по сферична геометрия, алгебрически анализ, аналитична геометрия, алгебра. В университета е редовен професор през 1907 – 1908 г. 
Член-основател е на Българското физико-математическо дружество, на Чешкото дружество „Чех“ в София и негов дългогодишен председател, член на настоятелствата на „Славянска беседа“ и „Славянско благотворително дружество“.
Сътрудничи на редица чешки издания, в които публикува преводи, политически статии и критики: „Педагогически преглед“, „Народни листи“, „Ческе слово“, „Хлас народа“ и др. По време на войните като журналист и военен кореспондент защитава българската кауза и оборва прокарвани в чешкия печат антибългарски настроения. Когато достъпът му до Прага е спрян, той започва да печата в Моравия, а когато започват да му създават трудности и там, Владислав Шак тръгва из цяла Чехословакия, изнасяйки беседи по градове и села. Тъй като нападките срещу България са най-често по Македонския въпрос, това е основна тема в неговите статии и лекции. Навсякъде заявява: „Изслушайте ме, чуйте ме и вие ще се убедите, че в Балканската война правото е на страната на българите, че всичко лошо, което се пише за тях, не е истина“. Пише меморандум до президента Томаш Масарик, до министър-председателя Карел Крамарж и чешкия славист Лубор Нидерле.
Автор е на стихове, писател и преводач. Превежда стихотворението „Опълченците на Шипка“, романа „Казаларската царица“ и др. от Иван Вазов, „Хаджи Димитър“, произведения на Константин Величков, Елисавета Багряна и др., които отпечатва в списание „Славянски преглед“. Автор е на „Българското въстание през 1876“, романа „Колония“, либрето към опера и сборника „Под Витоша (Български сонети)“, които са издадени в Табор през 1905 г. с увод и бележки от доктор Алфред Рудолф.
Превежда на български гимназиалния учебник „Дискриптивна геометрия“ от Ч. Яролимек (1895), както и „Аритметика за I, II и III клас на реалните гимназии“ от Вацлав Стари (1886). Съставя българско-чешки и чешко-български речник, както и българска граматика на чешки език.
След 26 години дейност в България Владислав Шак се пенсионира и завръща в родината си. Отново става учител – по математика и български език в чехословашката търговска академия в Прага, където работи до 1916 г. Занимава се и с литературна и журналистическа дейност. По време на Първата световна война е български военен кореспондент.
Почетен представител е на Министерство на външните работи. В периода 1920 – 1932 г. е почетен генерален консул на България в Прага. Избран е за почетен гражданин на Сливен. Удостоен е с орден „За гражданска заслуга“ ІІ степен. Студентското македонско дружество в Прага го провъзгласява за свой почетен член.
Умира на 19 юни 1941 г. в Прага.